# كليف فينش
كليف فينش (بالإنجليزية: Cliff Finch)‏ (و. 1927 – 1986 م) هو محامي، وسياسي أمريكي، ولد في بوب، كان عضوًا في الحزب الديمقراطي الأمريكي، توفي في بيتسفيل، عن عمر يناهز 59 عاماً، بسبب نوبة قلبية.

## مناصب
تولى منصب حاكم ميسيسيبي ‏
- عضو مجلس نواب مسيسيبي.

## التعليم
تعلم في جامعة مسيسيبي، وكلية القانون بجامعة مسيسيبي.

## الخدمة العسكرية
خدم في القوات البرية للولايات المتحدة.